# اسکوتچ
اسکوتچ (به لاتین: Skuteč) یک منطقهٔ مسکونی در جمهوری چک است که در ناحیه خرودیم واقع شده‌است. اسکوتچ ۵٬۰۵۵ نفر جمعیت دارد.